# 军帅
军帅太平天国官职，亦是太平军武官，依《天朝田亩制》及《太平军目》规定，下辖五师帅，约15000人，为太平军最大作战单位。
军帅，为太平军中的最高一级军团指挥官，初期所治军团并非一定满员，而且组成方式以一地一军，即太平军进行一处，当地起义民众随即编为一军。中后期后则实行混编。
军帅的上级指挥并非监军等，而是直接向所属军师（永安五王），所以军帅实际上为前线部队中的最高级别指挥军官。